# Литвинов, Юрий Николаевич
Юрий Николаевич Литвинов (21 февраля 1942, Тарутино, Чесменский район, Челябинская область — 17 марта 2000, Воронеж) — советский футболист, выступавший на позиции вратаря, и футбольный тренер. Сыграл 12 матчей в высшей лиге СССР. Мастер спорта СССР (1962).

## Биография
В футбол начинал играть в командах подмосковного Солнечногорска. В 17-летнем возрасте перешёл в воронежский «Труд» и в его составе дебютировал в соревнованиях мастеров в классе «Б». В 1961 году вместе с командой выступал в классе «А», дебютный матч на высшем уровне сыграл 8 апреля 1961 года против бакинского «Нефтяника». Всего в высшей лиге принял участие в 12 матчах. В 1962 году со своим клубом стал обладателем серебряных жетонов класса «Б» и был удостоен звания мастера спорта. Продолжал выступать в Воронеже до 1966 года, затем на три сезона перешёл в липецкий «Металлург», а в конце карьеры снова играл в Воронеже. Всего в составе «Труда» сыграл 172 матча.
После окончания карьеры стал тренером. Окончил Воронежский государственный педагогический институт и Высшую школу тренеров при ГЦОЛИФКе в 1977 году Работал с командами «Газовик» (Оренбург), «Металлург» (Липецк), «Стрела» (Воронеж), «Атом» (Нововоронеж), «Химик» (Семилуки). В 1997 году возглавлял дублирующий состав воронежского «Факела».
Скончался 17 марта 2000 года в Воронеже на 59-м году жизни. Похоронен на Юго-Западном кладбище.